# 6,5 × 53 мм R
6,5×53 мм R (известен также как 6,5×54 мм R) или .256 Mannlicher — винтовочный патрон конца XIX — начала XX вв. центрального воспламенения с бездымным порохом. Имеет гильзу с закраиной. Стал первым 6,5-мм патроном в серии патронов Манлихера. Состоял на вооружении армии Румынии с 1893 по 1938 годы и Нидерландов с 1895 по 1945 гг.

## Оружие использующее патрон
- Голландский манлихер — основная винтовка армий Нидерландов и Румынии в первой половине XX века.
- Mauser Model 1871 — уругвайский маузер.